# فيليب أوغوست (مترو باريس)
فيليب أوغوست (بالفرنسية: Philippe Auguste)‏ هي محطة مترو تابعة لمترو باريس تقع في فرنسا في الدائرة الحادية عشرة في باريس.[بحاجة لمصدر]